# Duat
Nell'antica religione egizia il termine Duat, l'aldilà, indicava l'oltretomba mentre i Campi Iaru erano i luoghi dove i defunti dimoravano.

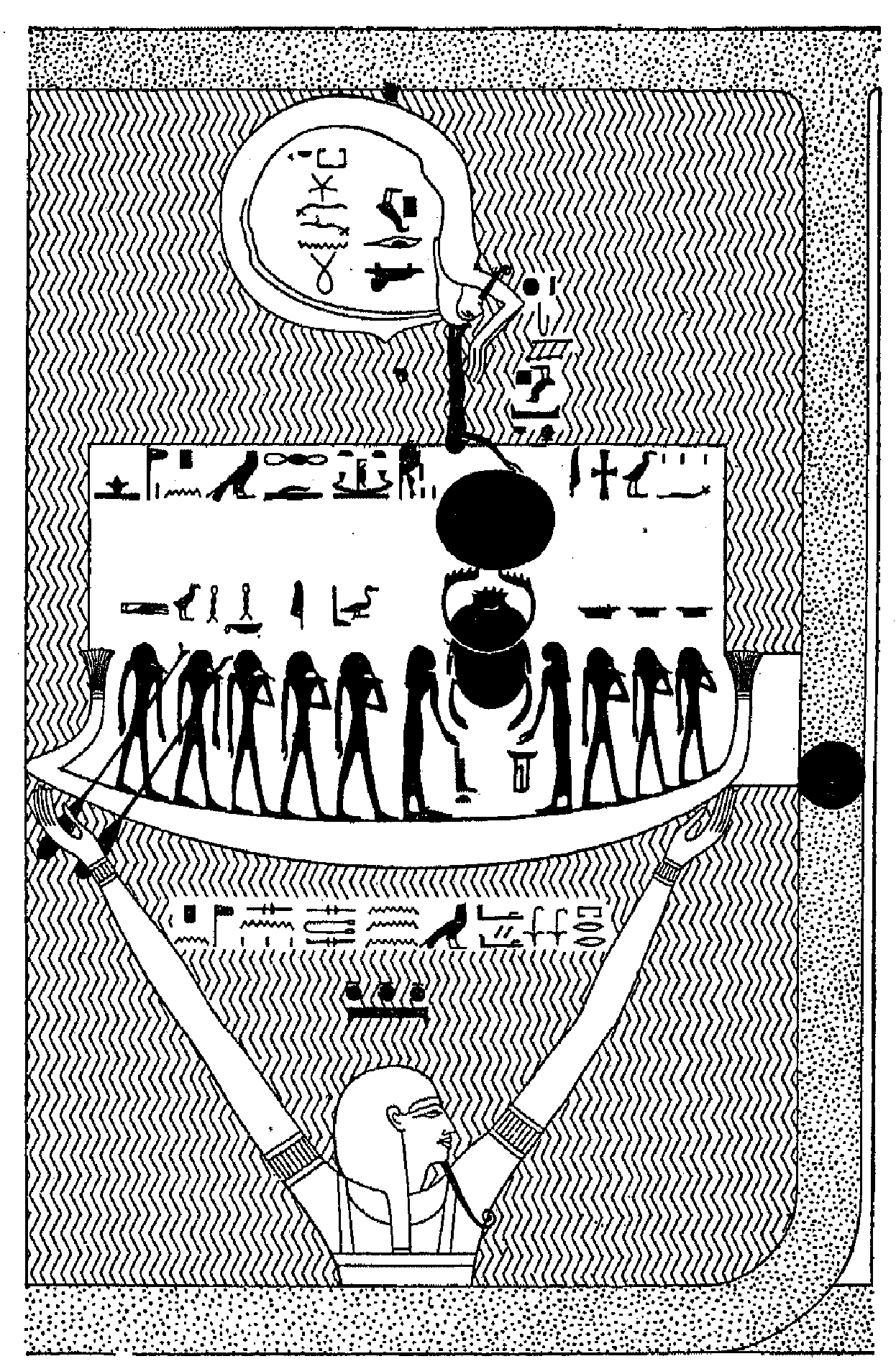
Rara immagine della personificazione della Duat, in alto capovolta, dal sarcofago di Seti I al British Museum

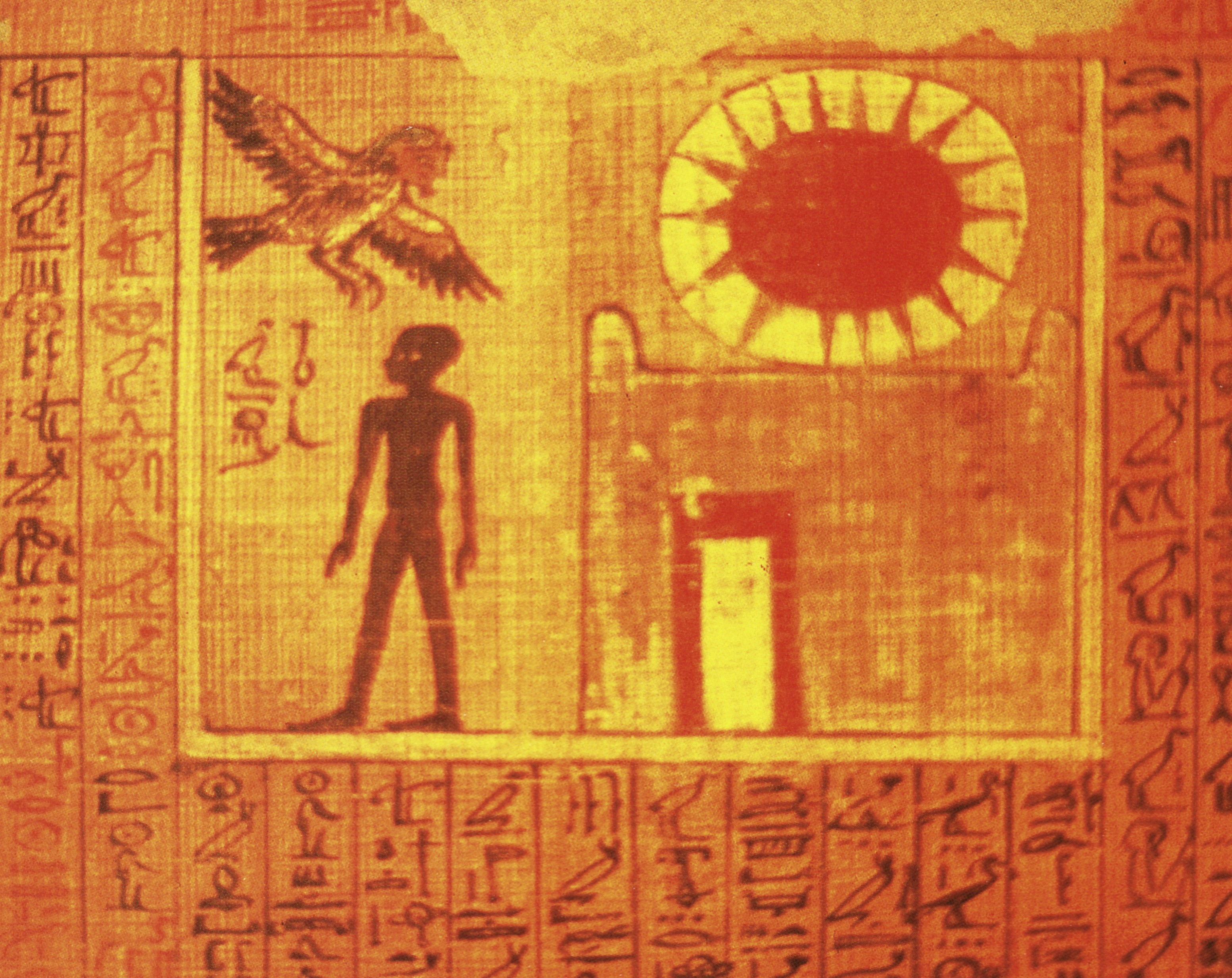
Il Ba e l'Ombra di Neferoubenef lasciano l'ultima dimora

La rappresentazione pittorica della Duat, una stella spesso inscritta in un cerchio, porta ad ipotizzare che in un primo tempo l'oltretomba fosse considerato posizionato nel cielo e solo con la codificazione del mito di Osiride, detto Signore della Duat, l'oltretomba diventa una località posta sulla terra.
Della personificazione della Duat, ossia della sua rappresentazione attraverso una divinità, possediamo pochissime immagini.

## Fonti
Diverse rappresentazioni della Duat possono essere osservate nei testi funerari del Libro dei morti e nel "Libro delle Porte".

## Ba e Ka

Rappresentazione del Ba

Gli Egizi credevano che l'anima fosse composta in più parti tra cui il Ka, che dopo la morte rimaneva presso il defunto e il Ba, che poteva avere accesso alla Duat. Il Ba viene raffigurato come una testa umana azzurra, oppure come un uccello, la Ciconia nigra,  con volto umano e la sua caratteristica era quella di permettere al defunto di muoversi ovunque e di assumere qualsiasi forma egli desiderasse.

## Divinità della Duat
- Anput: moglie di Anubi.
- Anubi: padre di Kebechet e dio dell'imbalsamazione.
- Apopi: nemico di Ra.
- Babi: sanguinario e selvaggio babbuino che tortura le anime dei malvagi.
- Divinità dei cancelli dell'oltretomba: incaricate di custodire gli accessi al mondo dei morti.
- Divinità delle caverne dell'oltretomba: incaricate di castigare le anime dei malvagi, decapitandole e divorandone i corpi.
- Figli di Horus: sono in quattro e sono Imset, Damutef, Hapi e Qebehsenuf.
- Gebka: uccello nero.
- Giudici di Maat: 42 divinità minori della giustizia, giudici del defunto a fianco di Osiride.
- Iside: sposa di Osiride dal quale ebbe Horus.
- Maat: la verità, figlia di Ra.
- Mehen: benefico dio-serpente e guardiano della barca solare di Ra.
- Osiride: dio dell'oltretomba e sposo di Iside.
- Ra: dio del sole e padre di Maat.
- Shesmu: divinità leonina che tortura le anime dei malvagi pigiandole in un tino.
- Thot: dio della luna e della scrittura.